# Never Cry Werewolf (película de 2008)
Never Cry Werewolf es una película de televisión del año 2008 protagonizada por Nina Dobrev

## Trama
Jared Martin es un motociclista que se muda junto a un misterioso perro, de mal humor. A pesar de que todos los demás en el barrio toman un gusto inmediato por él, Loren Hansett no puede superar las malas vibraciones que su nuevo vecino le da. Ella comienza a espiar a sus actividades nocturnas y llega a creer que un asesinato reciente fue hecho por un hombre lobo que pasa a ser su nuevo vecino. Su navegación por Internet ofrece una gran cantidad de datos sobre el tema, pero todo el mundo, menos su amigo Steven, desestiman su historia como una fantasía adolescente, debido a su edad. Temiendo por su vida, ella convence a Steven para llevarla a una tienda de armas para comprar balas de plata, donde los ataques del perro sobrenatural de su vecino dan motivo para matarlo. Cuando mata a la bestia, sus acciones reciben la atención de Redd Tucker, un cazador que tiene un  programa de TV que da otra versión de los hechos, dando a entender que fue él quien lo mató. Cuando Steven es atacado por el hombre lobo (para que él sea su nuevo perro) y el hermano de Loren se pierde, ella ayudada por Redd van a matar al licántropo antes de que pueda acabar con ellos dos antes de las 12 de la noche...

## Reparto
- Nina Dobrev - Loren Hansett
- Kevin Sorbo - Redd Tucker
- Peter Stebbings - Jared Martin
- Melanie Leishman - Angie
- Kim Bourne - Margo
- Sean O'Neill - Steven
- Spencer Van Wyck - Kyle
- Rothaford Gray - sargento Hilliam

- Datos: Q1311108